# Ras Dimass
Ras Dimass (arabe : رأس ديماس) est un cap du littoral de la mer Méditerranée qui se trouve sur le territoire de la municipalité de Bekalta en Tunisie.
Il forme la limite méridionale du golfe de Monastir.